# Simsia tenuis
Simsia tenuis là một loài thực vật có hoa trong họ Cúc. Loài này được (Fernald) S.F.Blake miêu tả khoa học đầu tiên năm 1913.